# (3807) Pagels
(3807) Pagels est un astéroïde de la ceinture principale.

## Description
(3807) Pagels est un astéroïde de la ceinture principale. Il fut découvert le 26 septembre 1981 à la station Anderson Mesa par Brian A. Skiff et Norman G. Thomas. Il présente une orbite caractérisée par un demi-grand axe de 2,25 UA, une excentricité de 0,17 et une inclinaison de 4,3° par rapport à l'écliptique.

## Compléments